# آن أروندل كاونتي
آن أروندل كاونتي، ماريلاند (بالإنجليزية: Anne Arundel County, Maryland)‏ هي مقاطعة تقع في ولاية ماريلاند الأمريكية. تأسست عام 1650 ويبلغ عدد سكانها 537,656 نسمة حسب إحصاء 2010.

## أعلام
- جون سايمور
- جون كرومبتون يمز
- بنجامين شو
- جونز هوبكينز
- جاك أندراكا
- توماس غوردون هايز
- ويلسون براون

## وصلات خارجية
- http://www.princegeorgescountymd.gov/
- United States Counties